# Pai Penela
Pai Penela est une ancienne paroisse civile portugaise (en portugais : freguesia) de la municipalité de Mêda dans le district de Guarda.
La loi no 11-A/2013 du 28 janvier 2013, portant réorganisation administrative du territoire des freguesias, fusionne Pai Penela avec les paroisses voisines de Vale Flor et Carvalhal pour former l’União das freguesias de Vale Flor, Carvalhal e Pai Penela (dont le siège est à Vale Flor).